# 熊果 (科羅拉多州)
熊果（英語：Kinikinik）是位於美國科羅拉多州拉里默爾縣的一個非建制地區。該地的面積和人口皆未知。

## 地理
熊果的座標為40°42′45″N 105°44′17″W / 40.71250°N 105.73806°W，而該地的平均海拔高度為2356米（即7730英尺）。